# Center for Science and Culture
El Center for Science and Culture o CSC (traducido al español, «Centro para la Ciencia y la Cultura»), anteriormente conocido como Center for Renewal of Science and Culture o CRSC (traducido al español, «Centro para la Renovación de la Ciencia y la Cultura»), es parte del Discovery Institute, un think tank conservador cristiano en los Estados Unidos. El CSC lucha (lobbies) por la inclusión del creacionismo, en la forma de diseño inteligente (ID), en el plan de estudios de las escuelas públicas como una explicación del origen de la vida y del Universo, intentando sembrar dudas sobre la calidad científica de la teoría de la evolución biológica (teoría de la síntesis evolutiva moderna), y tratando de presentarla como una "teoría en crisis".
Esta interpretación ha sido rechazada por la mayor parte de la comunidad científica, la cual identifica al diseño inteligente como una teoría pseudocientífica neocreacionista, y sostiene que la teoría de la evolución es ampliamente aceptada siendo este el consenso científico. Desde la comunidad científica y desde los tribunales este empeño propagandístico por desacreditar a la teoría darwinista de la evolución se ve no como la defensa de una teoría científica alternativa, sino como una estrategia para debilitar la confianza en las explicaciones científicas de la naturaleza con el objetivo de favorecer las doctrinas religiosas cristianas, lo que es corroborado por los propios documentos del Centro.[cita requerida]
El Centro para la Ciencia y la Cultura reúne a los mayores proponentes del movimiento del diseño inteligente. Casi todas las "luminarias" del diseño inteligente trabajan como asesores, ayudantes, funcionarios o académicos del CSC. Stephen C. Meyer, un académico del Discovery Institute y fundador del CSC, actúa como Decano (Senior Fellow) y Vicepresidente, y Phillip E. Johnson es el Consejero del Programa. Johnson es normalmente presentado como el "padre" del movimiento y arquitecto de la estrategia de la cuña del centro, y de la campaña Enseñen la Controversia ("Teach the Controversy"), y de la Enmienda Santorum.